# Monte Marro
Il Monte Marro (1.129 m s.l.m.) è una montagna, del Massiccio del Monte Cairo situata nel Lazio, in provincia di Frosinone, nel territorio comunale di Casalattico.